# Holoxanthina lutosa
Holoxanthina lutosa là một loài bướm đêm trong họ Noctuidae.